# خودهراسی
خودهراسی یا تنهایی‌هراسی (Autophobia) که گاهی ایزولوفوبیا یا ارموفوبیا نیز نامیده می‌شود، هراس ویژه یا ترس بیمارگونه از خود یا از تنهایی، گوشه‌گیری، رها شدن و نادیده گرفتن است. این فوبیای خاص با ایده تنهایی همراه است که اغلب سبب اضطراب شدید می‌شود.
افراد مبتلا به این وضعیت در طیف وسیعی از موقعیت‌ها، چه در تنهایی و چه در جمع دیگران، رنج می‌برند. افراد منزوی، مبتلا به اتوفوبیا با ترس از ناتوانی در مدیریت چالش‌ها دست و پنجه نرم می‌کنند. از سوی دیگر، کسانی که به این وضعیت دچار هستند ممکن است همچنان با ترس از رها شدن و حفظ روابط دست و پنجه نرم کنند، حتی زمانی که کسانی که با آنها در رابطه هستند، از نظر فیزیکی حضور دارند.